# Canon EOS M5
Aucun
Le Canon EOS M5 est un appareil photographique hybride expert d'une définition de 24 mégapixels, fabriqué par Canon, commercialisé en novembre 2016.
L'EOS M5 vise un public expert et ne remplace pas le Canon EOS M3. Il reçoit un nouveau capteur AF dual Pixel de 24 mégapixels qu'il partage avec le Canon EOS 80D de la gamme des reflex de la marque.

## Caractéristiques
- Monture Canon EF-M[2]
- Capteur CMOS APS-C (22,3 mm × 14,9 mm), également utilisé dans le Canon EOS 80D[3]
- Définition : 24,2 millions de pixels
- ISO 100 – 12800[4]
- Autofocus CMOS Dual Pixel[5]
- Écran tactile 3,2 pouces orientable de 1,62 million de points[6]
- Viseur électronique OLED de 2,36 millions de points. L'EOS M5 est le premier appareil hybride Canon équipé d'un viseur électronique incorporé[7]
- Processeur DIGIC 7[7]
- Connexions NFC et Wi-Fi

## Concurrence
L'EOS M5 se place comme appareil « expert », il est destiné à la fois au grand public et aux utilisateurs experts. Il est directement confronté aux hybrides APS-C et Micro quatre tiers que sont les Panasonic GX8, les Olympus OMD-E-M5 Mark II et PEN (E-PL5), le Fujifilm X-T1 et le Sony Alpha 6300. Il est également placé en alternative des reflex amateurs et débutants qui comptent alors les Canon EOS 80D, Nikon D7200, Pentax KP et le SLT Alpha 68.